# Clara Tonnisen
Clara Lucía Tonnisen (Bogotá, departamento de Cundinamarca, Colombia, 1992) es una exfutbolista y embajadora de las Naciones Unidas por los Objetivos de Desarrollo Sostenible danesa-colombiana.

## Biografía
Tonnisen nació en Bogotá y al año de edad fue adoptada por una familia de la ciudad danesa de Silkeborg. Allí comenzó a jugar al fútbol, primero con varones, y luego en el AC Silkeborg, equipo fundado por su padre, donde comenzó a practicar fútbol femenino. Tras cinco años, pasó al HA85 de la ciudad de Horsens, a donde viajaba regularmente para entrenar.
Ya en la universidad, estudió los grados de Estudios Interculturales y Español en la Universidad de Aarhus. Llegó a la ciudad argentina de Córdoba por un convenio entre esta institución y la Universidad Nacional de Córdoba para estudiar Literatura Gauchesca.
Allí comenzó a jugar para Talleres, club en el que formó parte del plantel durante dos años. Durante ese tiempo, con Las Matadoras se desempeñó como volante central. Esto no le impidió igualmente marcar goles en los abultados triunfos ante Barrio Parque o Calera Central.
En 2021, fundó la asociación Permasport en Dinamarca, organización que se encarga de impulsar la sustentabilidad en las comunidades deportivas. Posteriormente, se graduó como magíster en Estudios Interculturales y fue elegida como emabajadora de la ONU por su compromiso con los Objetivos de Desarrollo Sostenible.